# Малый Атлым (река)
Малый Атлым — река в Ханты-Мансийском автономном округе России. Устье реки находится в 968 км по правому берегу от устья реки Обь. Длина реки составляет 74 км, площадь водосборного бассейна составляет 591 км².

## Притоки
- 5 км: Погоръёган
- 6 км: Унъёган
- 18 км: Овыньёган
- 19 км: Селихтысоим
- 45 км: Ун-Войхотсоим
- 53 км: Ун-Ханжангъюган

## Данные водного реестра
По данным государственного водного реестра России относится к Нижнеобскому бассейновому округу, водохозяйственный участок реки — Обь от впадения Иртыша до впадения реки Северная Сосьва, речной подбассейн реки — бассейны притока Оби от Иртыша до впадения Северной Сосьвы. Речной бассейн реки — (Нижняя) Обь от впадения Иртыша.